# Rebel (Fernsehserie)
Rebel ist eine US-amerikanische Drama-Serie, die auf dem Leben von Erin Brockovich basiert und von Krista Vernoff erdacht wurde. Die Premiere der Serie fand am 8. April 2021 auf dem US-Networksender ABC statt. Im deutschsprachigen Raum erfolgte die Erstveröffentlichung der Serie am 28. Mai 2021 durch Disney+ via Star als Original.

## Handlung
Annie „Rebel“ Bello ist eine Rechtsberaterin ohne Jura-Abschluss. Rebel ist eine witzige und chaotische aber zugleich brillante sowie furchtlose Frau und steht voll und ganz hinter den Dingen, für die sie kämpft. Wenn sie sich erst einmal auf einen Fall eingeschossen hat, hinter dem sie ausnahmslos steht, ist ihr fast jedes Mittel recht, um zu gewinnen.

## Produktion
Am 31. Oktober 2019 erfolgte die Zusage von ABC für die Erstellung einer Pilotfolge, die am 23. Januar 2020 beauftragt wurde. Am 16. September 2020 bestellte ABC eine erste Staffel für die Serie. Das Drehbuch für die erste Folge stammt von Krista Vernoff und die Regie in dieser Folge übernahm Tara Nicole Wey. Die Serie wurde von Krista Vernoff erdacht, die zusammen mit Erin Brockovich, John Davis, John Fox, Andrew Stearn und Alexandre Schmitt als ausführende Produzenten fungieren. Die Serie entsteht in Zusammenarbeit mit den Produktionsfirmen Davis Entertainment, ABC Signature und Sony Pictures Television. Am 25. Januar 2021 wurden Marc Webb und Adam Arkin als zusätzliche ausführende Produzenten bestätigt.
Nach Bestellung der Pilotfolge wurde bekannt, dass Katey Sagal die Hauptrolle in dieser übernimmt. Im Februar 2020 traten John Corbett, James Lesure, Tamala Jones und Ariela Barer der Hauptbesetzung bei. Im März 2020 wurde angekündigt, dass Andy Garcia und Lex Scott Davis den Hauptcast ergänzen. Am 20. September 2020 wurden Kevin Zegers und Sam Palladio als Hauptdarsteller bestätigt. Der Schauspieler Dan Bucatinsky wurde am 25. Januar 2021 als Nebendarsteller bestätigt. Am 9. Februar 2021 wurde angekündigt, dass Mary McDonnell, Adam Arkin, Matthew Glave und Jalen Thomas Brooks Teil der Nebenbesetzung sind. Und am 25. Februar 2021 wurde bekannt, dass Abigail Spencer eine wiederkehrenden Rolle in der Serie übernimmt.
Die Dreharbeiten an der Serie begannen am 2. Dezember 2020 in Los Angeles, Kalifornien. Die Premiere der Serie erfolgte am 8. April 2021 auf ABC. Am 14. Mai 2021 gab der Sender ABC bekannt, dass die Serie bereits nach der ersten Staffel enden wird.

## Besetzung und Synchronisation
Die deutsche Synchronisation entstand nach den Dialogbüchern von Anne-Kristin Jahn sowie unter der Dialogregie von Nana Spier durch die Synchronfirma Interopa Film GmbH in Berlin.

### Hauptdarsteller
| Rolle                  | Schauspieler    | Synchronsprecher   |
| ---------------------- | --------------- | ------------------ |
| Annie „Rebel“ Bello    | Katey Sagal     | Susanne von Medvey |
| Grady Bello            | John Corbett    | Nicolas Böll       |
| Benji Ray              | James Lesure    | Oliver Stritzel    |
| Lanalee „Lana“ Ray     | Tamala Jones    | Anke Reitzenstein  |
| Ziggy Bello            | Ariela Barer    | Alice Bauer        |
| Julian Cruz            | Andy García     | Patrick Winczewski |
| Cassidy „Cass“ Ray     | Lex Scott Davis | Nicole Hannak      |
| Nathaniel „Nate“ Flynn | Kevin Zegers    | Arne Stephan       |
| Luke Chapman           | Sam Palladio    | Tobias Nath        |

### Nebendarsteller
| Rolle          | Schauspieler        | Synchronsprecher      |
| -------------- | ------------------- | --------------------- |
| Jason Erickson | Dan Bucatinsky      | Viktor Neumann        |
| Helen Peterson | Mary McDonnell      | Marianne Groß         |
| Mark Duncan    | Adam Arkin          | Pierre Peters-Arnolds |
| Woodrow Flynn  | Matthew Glave       | Sven Gerhardt         |
| Sean           | Jalen Thomas Brooks | Jonas Lauenstein      |
| Misha          | Abigail Spencer     | Ranja Bonalana        |

## Episodenliste
| Nr. | Deutscher Titel           | Originaltitel                | Erstausstrahlung (USA) | Deutschsprachige Erstveröffentlichung (D/A/CH) | Regie               | Drehbuch                 |
| --- | ------------------------- | ---------------------------- | ---------------------- | ---------------------------------------------- | ------------------- | ------------------------ |
| 1   | Pilot                     | Pilot                        | 8. Apr. 2021           | 28. Mai 2021                                   | Marc Webb           | Krista Vernoff           |
| 2   | Patient X                 | Patient X                    | 15. Apr. 2021          | 4. Juni 2021                                   | Adam Arkin          | Krista Vernoff           |
| 3   | Superheldin               | Superhero                    | 22. Apr. 2021          | 11. Juni 2021                                  | Wendey Stanzler     | Jamie Denbo              |
| 4   | Das Richtige              | The Right Thing              | 6. Mai 2021            | 18. Juni 2021                                  | Adam Arkin          | Henry Robles             |
| 5   | Verbranntes Herz          | Heart Burned                 | 13. Mai 2021           | 25. Juni 2021                                  | Allison Liddi-Brown | Evangeline Ordaz         |
| 6   | Nur weil du paranoid bist | Just Because You're Paranoid | 20. Mai 2021           | 2. Juli 2021                                   | Yangzom Brauen      | Meghann Plunkett         |
| 7   | Das Rennen                | Race                         | 27. Mai 2021           | 9. Juli 2021                                   | Jesse Williams      | Staci Okunola            |
| 8   | Nichts als Chemie         | It's All About the Chemistry | 3. Juni 2021           | 16. Juli 2021                                  | Yangzom Brauen      | Joan Rater & Tony Phelan |
| 9   | Tag der Verhandlung       | Trial Day                    | 10. Juni 2021          | 23. Juli 2021                                  | Adam Arkin          | Krista Vernoff           |
| 10  | 36 Stunden                | 36 Hours                     | 10. Juni 2021          | 30. Juli 2021                                  | Paris Barclay       | Krista Vernoff           |